# مونگتس (استان لوبلین)
مونگتس (به لاتین: Młyniec) یک روستا در لهستان است که در گمینا بیاوا پودلاسکا واقع شده‌است.